# 李鸣岩
李鸣岩(1934年—2021年8月11日)，老旦表演艺术家，中国国家一级演员，师从李多奎。曾演剧目《太君辞朝》、《望儿楼》、《遇后龙袍》、《钓金龟》、《赤桑镇》、《天下归心》等。